# 大動脈スイッチ手術

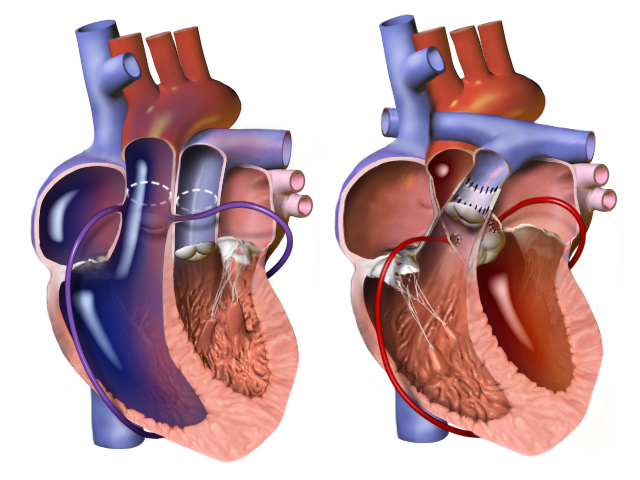
ジャテン手術のシェーマ。左の図はcTGAの血行動態で、左室から肺動脈が、右室から大動脈が起始している。体循環と肺循環はシャント（PDAやVSDなど）により混合しチアノーゼが生じている。右の図は術後の血行動態で、冠動脈を肺動脈、即ち新大動脈に移植、さらに新大動脈基部は上行大動脈の遠位側に吻合することにより大動脈を再建している。新肺動脈は新大動脈の前方で再建されている（Lecompte法）。

小児心臓外科における大動脈スイッチ手術（だいどうみゃくスイッチしゅじゅつ、英: Arterial switch operation、ASO）またはジャテン手術（英: Jatene procedure）とは、完全大血管転位症 (cTGA) の解剖学的根治を目的とする開心術の一種である。カナダの心臓外科医であるウィリアム・マスタードにより提唱され、ブラジルのアヂビ・ジャテーニが初めて成功裏に手術を終えたことから、彼の名に因んでジャテン手術とも呼ばれている。
本術式は肺動脈狭窄 (PS) の無いTGA I型およびII型に対して適応となる。以下に治療法の概略を述べる。

## 手術適応

### TGA I型
TGA I型に対する機能的根治術として、1980年代以前はマスタード手術やセニング手術が行われていたが、術後遠隔期の合併症の問題により1980年代半ばより主流は解剖学的根治術であるジャテン手術へと移っていった。現在では、マスタード手術やセニング手術はジャテン手術の適応にならない症例（Shaher分類 5dなど）に限定されている。ジャテン手術を行うためには左室が体循環を維持するための力を持っていることが必要であり、新生児期の生理的肺高血圧が改善されてくる生後2週間までが良い適応とされる。

### TGA II型
心内での血液の混合が良好でチアノーゼも軽度であるが、肺血管病変の進行の懸念もあり、新生児期、乳児期早期の一期的根治術（ジャテン手術＋VSD閉鎖）が一般的である。低出生体重児などでは姑息術として肺動脈絞扼術を先行させ、体重増加を待ってから根治術を行うこともある。

## 術式

### 体外循環開始
胸骨正中切開後に胸腺を切除し、大血管を剥離。 送血管は大動脈の腕頭動脈基部に挿入する。2kg台の低体重児であっても上下大静脈脱血で高流量、中等度低体温の体外循環が可能である。

### 冠動脈移植と新大動脈の再建
完全体外循環開始後、動脈管を切断。続いて大動脈遮断、大動脈基部に心停止液を注入し、STジャンクション（バルサルバ洞・大動脈管接合部）から5-6mmの所で大動脈を切断する。
冠動脈の採取は大動脈弁輪に近接して大動脈壁を切離し、出来るだけ大きなボタンとして採取する。そしてそれぞれの冠動脈ボタンを肺動脈（＝新大動脈）に移植する。冠動脈移植部位は交連部との位置関係を考慮しながら冠動脈のねじれ、過伸展を来さない最適な場所を選ぶことが重要である。そして後述するルコン法による肺動脈再建のため、新大動脈再建の前に中心肺動脈を大動脈の前方に置いておく。
最後に遠位側上行大動脈を新大動脈基部に吻合し、大動脈の再建が完了する。

### 新肺動脈の再建
自己心膜パッチで冠動脈ボタン切除後のバルサルバ洞（上行大動脈起始部の内腔）の欠損を補填する。肺動脈の再建を大動脈の前方で行う方法をルコン法（英: Lecompte maneuver）と呼び、肺動脈による冠動脈の圧迫の回避、左肺動脈の過伸展の回避の面から有用であることが多い。両大血管がside by sideの関係にある症例ではルコン法が適応でない場合もある。

### 人工心肺離脱・術後管理
TGAの左室は圧負荷に弱く、人工心肺離脱時の左房圧、平均動脈圧、収縮期動脈圧に注意を要する。更に術直後の動脈圧の上昇は容易に急性左心不全を来すことがある。血管拡張薬を用い後負荷を軽減するよう務めることが大切である。

## 予後
ジャテン手術後の死亡の最大の原因は冠血流障害である。A. Legendreによる1304例のジャテン手術症例の経験によると、冠動脈イベントを7.2%に認め、その回避率は10年で91%、15年で88.2%であり、複雑な冠動脈の走行パターンが冠動脈イベントの危険因子であると報告されている。術後の冠動脈狭窄や閉塞病変に対し、小児期に内胸動脈を用いたバイパス術を行った報告もある。術後遠隔期の再手術は右室流出路狭窄が多く、side by sideの位置関係、大動脈縮窄症の合併、肺動脈再建における人工物の使用がその危険因子である。ただし右室流出路狭窄に対する再手術は肺動脈再建の工夫により減少傾向にある。

## TGA III型に対する術式
肺動脈狭窄 (PS) を伴っているTGA III型にはジャテン手術は適さない。術式と手術時期はPSの程度で決まるが、チアノーゼが臨床的に有意であればまずBTシャントを行う。この時に心房間交通が十分でなければバルーン心房中隔裂開術を行う。PSが適度で有意な心不全、チアノーゼを示さないものはそのまま年齢を待ち、後にラステリ手術、または右室流出路を自己組織を用いて再建する方法であるREV手術（Réparation à l'Etage Ventriculaire）を行う。